# Sinfonia n. 6 (Haydn)
La Sinfonia n. 6 in Re maggiore, Hoboken I/6, fu composta da Joseph Haydn nel 1761. È caratterizzata da una partitura molto virtuosistica per quanto riguarda l'orchestra. È universalmente conosciuta con il nome Le matin (Il mattino).

## Storia
Haydn compose questo lavoro, il primo lavoro sinfonico per il suo nuovo datore di lavoro Principe Nikolaus Eszterhàzy, durante la primavera del 1761. In questo lavoro, Haydn ha volutamente ripercorso lo stile del concerto grosso semplificato dai lavori di Antonio Vivaldi, Giuseppe Tartini e Tomaso Albinoni allora molto in voga tra le corti di tutta Europa. Tutte e tre le sinfonie (n.6, 7 e 8) sono caratterizzate da passaggi solisti per gli ottoni, il corno (strumento musicale) e gli archi, incluse anche delle rare parti per contrabbasso e fagotto nel terzo movimento. Il lavoro è scritto per flauto, 2 oboi, fagotto, 2 corni in re, primi e secondi violini, viola, violoncello, contrabbasso e clavicembalo ad libitum.
Pare che Haydn volesse raccogliere il consenso sia del suo datore di lavoro (facendo riferimento ad una tradizione familiare e popolare) e, cosa più importante, dei musicisti dalla cui buona volontà egli dipendeva. Specialmente in questo periodo, i musicisti che eseguivano passaggi difficili o che mostravano un insolito virtuosismo venivano ricompensati finanziariamente. Mettendo in risalto le qualità di tutti i musicisti, Haydn ridistribuiva di fatto ricchezza.

## Il soprannome (Il mattino)
Il nome (che non fu scelto da Haydn, ma adottato in seguito) deriva dall'introduzione del primo movimento, che richiama l'immagine dell'alba. Il resto del lavoro è senza titolo, come, del resto, lo erano le altre due sinfonie della serie. Per questa associazione del movimento iniziale, le due sinfonie successive vennero presto chiamate mezzogiorno e sera.

## La sinfonia

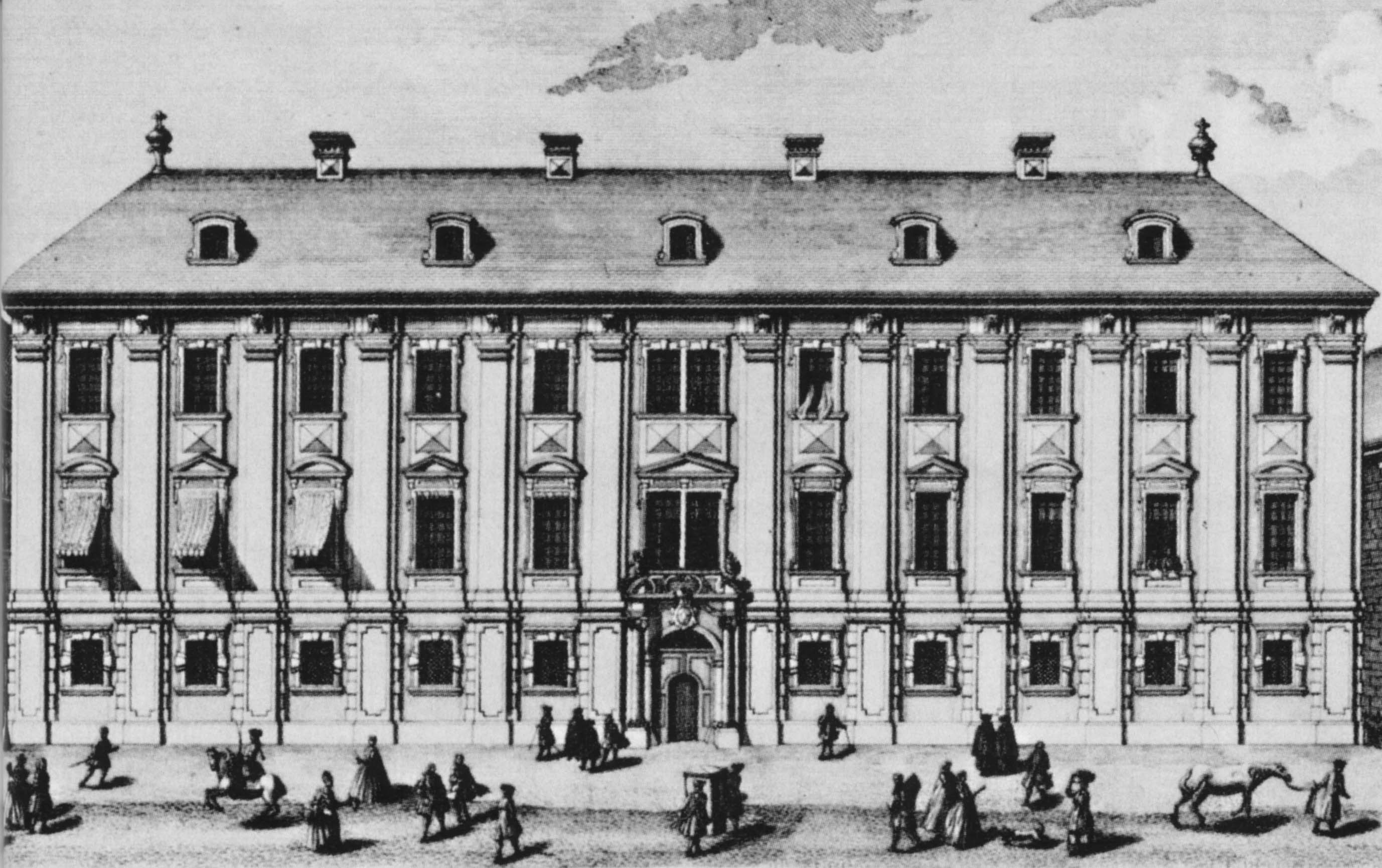
Il Palazzo Esterhàzy a Wallnerstraße, Vienna, dove questa sinfonia fu eseguita per la prima volta.

La sinfonia si sviluppa in quattro movimenti:
1. Adagio, 4/4 - Allegro, 3/4
2. Adagio, 4/4 - Andante, 3/4 - Adagio, 4/4
3. Minuetto e Trio, 3/4
4. Finale: Allegro, 2/4

Seguendo le sensazioni del Mattino dall'introduzione, l'Allegro prende subito il via con passaggi solisti del flauto e dell'oboe. Alla fine dello sviluppo, un corno solista segue il flauto iniziale, riportando alla mente degli ascoltatori l'entrata prematura del corno alla fine dello sviluppo della Eroica di Ludwig van Beethoven, composta 40 anni più tardi.
Il movimento lento è un Andante in cui si sviluppano i passaggi del violino e violoncello solisti. L'Adagio che segue è basato sull'Esacordo.
Il minuetto presenta passaggi concertanti. Un flauto solo viene accompagnato dai violini ed il Trio inizia con il contrabbasso ed il fagotto solisti che sono presto raggiunti da una viola ed un violoncello solisti.
Il finale continua a mo' di concerto grosso con passaggi virtuosistici per il violoncello, il violino ed il flauto.